# ジェームズ・スティーヴンス (1892年生の作曲家)
ジェームズ・フロイド・スティーヴンス（James Floyd Stevens、1892年 - 1971年12月31日）は、アメリカ合衆国の著作家、作曲家。アイオワ州アルビアに生まれ、幼い頃からアイダホ州で育ち、少年期を太平洋岸北西部地方の林業キャンプで過ごし、その経験は後に書かれた小説『Big Jim Turner』（1948年）の下敷きになった。第一次世界大戦に従軍した後、スティーヴンスはオレゴン州の森と製材所に戻った。
スティーヴンスは、「...自らを「文学を夢見る放浪の労働者」と性格付け、彼自身が「貧乏人の大学」と呼んでいた公共図書館で自学自習した」という。
後に彼は、西部と中西部を旅して回り、デトロイトや、ポートランド、シアトルなどに居住した。彼は、材木伐採の歴史について研究し、製材業や、森林の保全について、本を書いた。1940年代には、西部林業労働者協会 (the Western Lumberman's Association) の広報責任者として働き、山火事の防止を訴える「Keep Washington Green」のキャンペーンを推進した。
スティーヴンスの文学作品には、『Paul Bunyan』（1925年）、『Brawny Man』（1926年）、『Mattock』（1927年）、『Homer in the Sagebrush』（1928年）、『The Saginaw Paul Bunyan』（1932年）、『Paul Bunyan Bears』（1947年）、『Tree Treasure』（1950年）などがある。スティーヴンスは、H・L・デイヴィスとの共作も行なった。
スティーヴンスの書いた楽曲「凍りついた木こり (The Frozen Logger)」はオデッタ&ラリー (Odetta & Larry) が『The Tin Angel』（1954年）に、シスコ・ヒューストンが『Hard Travelin' 』（1954年）に、ウォルト・ロバートソン (Walt Robertson) は『American Northwest Ballads』（1955年）、ジミー・ロジャースは『At Home with Jimmie Rodgers: An Evening of Folk Songs』（1960年）に収録したほか、ウィーバーズやオスカー・ブランドはじめ数多くの歌い手が取り上げた。この曲は、録音には残されなかったが、グレイトフル・デッドのボブ・ウェアも歌っている。

## アーカイブ
- James Stevens papers. 1883-1966. 18.06 cubic feet. At the University of Washington Libraries Special Collections.

## 関連文献
- Stevens, James, The Saginaw Paul Bunyan, New York : Knopf, 1932.